# Elio Corbani
Elio Corbani (Caravaggio, 13 marzo 1932) è un giornalista e pubblicista italiano.

## Biografia
Secondo di sette figli, nasce il 13 marzo 1932 a Caravaggio. Appassionato di sport ma inabile alla pratica a causa di una lussazione all'anca procurata alla nascita, in giovane età collabora con Gioventù studentesca (una sezione dell'Azione Cattolica) ed entra nel C.S.I., diventandone il segretario della sezione ciclismo.
Si avvicina al giornalismo a piccoli passi, iniziando a lavorare nella segreteria e nell'ufficio abbonamenti de L'Eco di Bergamo, testata giornalistica locale per la quale scrive il suo primo articolo, il resoconto di una corsa ciclistica, il 9 marzo 1952. Nel gennaio 1958 avvia la sua professione di pubblicitario fondando lo Studio Reclame, ricoprendone il ruolo di Direttore Media. Inoltre nel 1977 costituisce l'Informa pubblicità diventandone l'Amministratore delegato, carica mantenuta fino al 2003.
Nel frattempo viene eletto vicepresidente nazionale dell'O.T.E.P. (Organizzazione delle Agenzie Pubblicitarie) e consigliere nazionale dell'A.S.D.A.C. (Associazione Dirigenti Aziende Commerciali). Non più in redazione, diventa collaboratore de L'Eco di Bergamo, per il quale segue quotidianamente gli allenamenti dell'Atalanta facendone un resoconto, mansione svolta durante gli anni sessanta fino alla fine degli anni settanta. Comincia così il suo rapporto con la principale società calcistica di Bergamo, della quale diventa la voce della domenica, commentandone le partite in diretta sulle emittenti radiofoniche locali: prima su Radio Bergamo, dal 1974 al 1976, e poi su Radio Alta dal 1976 al 2012.
In ambito televisivo collabora, dal 1973 al 1986, con Teleorobica e successivamente con Bergamo TV, di cui diventa amministratore delegato (in carica fino al 2003), ricoprendo anche il ruolo di giornalista sportivo e opinionista. Continua inoltre la collaborazione con la carta stampata e L'Eco di Bergamo, scrivendo pezzi di cronaca sportiva e analisi delle partite, con l'Atalanta come unico argomento. La sua passione lo ha portato a redigere in occasione del centenario della società neroazzurra (anno 2007, in collaborazione con Pietro Serina), Cent'anni di Atalanta, una sorta di enciclopedia atalantina nella quale sono raccolti storia, aneddoti, dati, tabelle e curiosità inerenti all'Atalanta stessa.
Questi suoi ruoli, uniti a quello di commentatore delle partite dei neroazzurri, raccontate con passione ed esplosioni ad ogni gol, lo rendono di fatto il giornalista-tifoso per eccellenza, una sorta di punto di riferimento per i tifosi stessi. Durante la stagione calcistica 2011-2012, compiuti gli ottant'anni, annuncia di voler lasciare il ruolo di telecronista. Come ringraziamento per il lavoro svolto, la società Atalanta decide di ritirare dalla propria numerazione la maglia numero 80, come i suoi anni, unico giornalista a potersi fregiare di tale onorificenza.